# Potamogale velox
La potamogale (Potamogale velox) è un mammifero afrosoricida che vive nelle foreste tropicali di Dzanga-Sangha nel Camerun, dove popola i corsi d'acqua e gli acquitrini. È l'unica specie del genere Potamogale.

## Descrizione
La potamogale è caratterizzata da un corpo molto diverso da quello dei suoi parenti più prossimi, i tenrec del Madagascar: lungo fino a 65 centimetri compresa la coda e pesante fino a 4 chilogrammi, il corpo è simile a quello di una donnola (o, ancora meglio, di una lontra) ed è dotato di corte zampe adatte al nuoto.
Il muso è assai largo con la bocca molto rientrante: su di esso sono presenti robustissime vibrisse. Le narici possono essere chiuse durante l'immersione. Le orecchie e gli occhi hanno dimensioni ridotte. Manca la clavicola.
La coda è lunga, muscolosa, glabra nella sua parte posteriore e fortemente compressa ai lati per tutto il verso della lunghezza: verso la radice essa si ingrossa talmente da formare un tutt'uno con la parte posteriore del tronco.
La pelliccia è folta e corta, marrone scuro con riflessi metallici rossicci sul dorso e biancastra sul ventre.
Molto simili, ma decisamente più piccole, sono due forme scoperte di recente appartenenti al genere Micropotamogale, abitante dei grandi fiumi più a sud.

## Biologia
È un animale notturno, prevalentemente solitario anche se a volte è stato avvistato in coppia. Durante il giorno, riposa in tane munite di gallerie d'accesso che sfociano direttamente in acqua.
Per nuotare, la potamogale si muove con andamento sinuoso, servendosi unicamente della coda e non delle zampe, che infatti non sono palmate (anche se sui margini esterni delle piante delle zampe posteriori siano presenti delle espansioni di cui non si conosce la esatta funzione).

### Alimentazione
Questo curioso animale si nutre sott'acqua di rane, pesci, granchi e molluschi, che localizza tramite le lunghe e spesse vibrisse; per cacciare, si apposta fra i sassi sommersi tendendo agguati agli animali che passano nei paraggi, e catturandoli con scatti fulminei.